# Schmergow

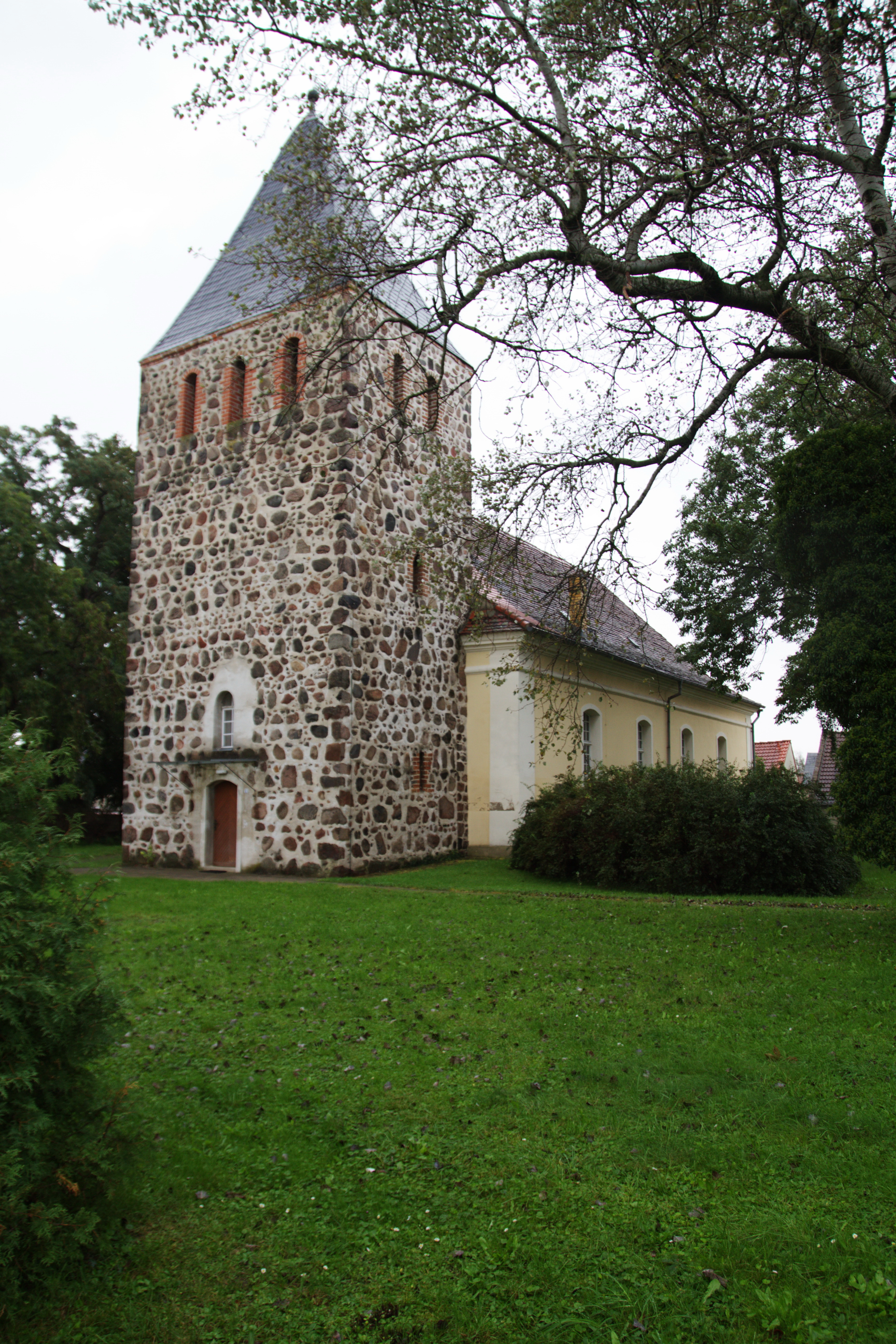
Denkmalgeschützte Kirche

Schmergow ist ein Ort unmittelbar südlich der Havel gelegen zwischen Brandenburg an der Havel und Werder (Havel) in der Mittelmark im Westen des Landes Brandenburg. Er gehört zur Gemeinde Groß Kreutz (Havel) und hat etwa 850 Einwohner auf einer Fläche von 16,35 Quadratkilometer. Schmergow ist geprägt durch landwirtschaftliche Nutzungen wie Obst-, Gemüse- und Getreideanbau, ehemalige Lehmabbaugebiete und Auenwälder am Ufer der Havel.

## Geschichte
In Schmergow konnten Besiedlungsspuren bis in die mittlere Steinzeit nachgewiesen werden. Der Name „Smergowe“ taucht das erste Mal im 13. Jahrhundert auf. Er ist slawisch und bedeutet "Ort, wo Morcheln wachsen"; möglich ist auch "Siedlung eines Mannes namens Smerg" (= Morchel). Das Ortswappen zeigt daher eine Morchel. Weitere urkundliche Erwähnungen:
- 1217 Heinricus de Schmergowe (Zeuge in Brandenburg)
- 1273 in villa Schmergow
- 1305 villam Schmergowe, termini ville Schmergow
- 1309 Gereke Schmergowe (Bürger in Brandenburg)
- 1375 Schmergow
- 1450 Schmerghow
- 1481 Smergo
- um 1500 Smergo
- 1533 Schmergow
- 1624 Schmerge
- 1775 Schmerge, Schmergow

Trotz jahrhundertelanger Tributpflicht an Kloster und Amt Lehnin und Plünderungen märkischer Raubritter entwickelte sich hier bescheidener Reichtum.
Die ehemals eigenständige Gemeinde Schmergow wurde am 26. Oktober 2003 nach Groß Kreutz/Emster eingemeindet. Seit dem 1. Juli 2004 trägt die Gemeinde den Namen Groß Kreutz (Havel).